# غارة صور
غارة صور كانت مهمة ليلية قامت بها وحدة الكوماندوز البحرية التابعة لالجيش الإسرائيلي شايطيت 13 في صور في جنوب لبنان في 5 أغسطس 2006. كان الهدف عبارة عن مبنى سكني يزعم أنه يسكنه قادة حزب الله المسؤولين عن الهجوم الصاروخي على الخضيرة في يوم سابق. استمرت العملية برمتها ساعة و 45 دقيقة.

## الغارة
ذكرت مصادر لبنانية أن قوات الكوماندوز التابعة للجيش الإسرائيلي وصلت إلى مروحيات حوالي الساعة الواحدة صباحا وهبطت في بستان برتقالي بالقرب من ضواحي المدينة الشمالية. قامت القوات بقطع السياج وفتحت النار على شقة في الطابق الثاني من مبنى سكني كان الهدف الواضح للغارة. أصيبت الشقة بالنار وأبلغ شهود عيان عن إصابة شاغليها.
عندما انسحب من تبادل المباني بين الجنود الإسرائيليين ومسلحين من حزب الله قامت طائرات مروحية تابعة للقوات الجوية الإسرائيلية بتزويد الجنود على الأرض بدعم من الحرائق. وصف الناطق باسم حزب الله الاشتباكات بأنها «كمين». بعد حوالي ثلاث ساعات حوالي الساعة 4:00 صباحا انسحب الجنود من المنطقة. تم نقل جنديين بجروح خطيرة فضلا عن الإصابات الأخرى جوا إلى مستشفى رامبام في حيفا بإسرائيل. قصفت طائرة إسرائيلية المبنى السكني المستهدف تحت الأنقاض في وقت لاحق من بعد الظهر.
ادعى الجيش الإسرائيلي أنه أطلق النار على «اثنين أو ثلاثة من قادة حزب الله» وبالتالي «إخراج» وحدة حرب العصابات الرئيسية التي تشارك في إطلاق صواريخ بعيدة المدى على إسرائيل. أعلن حزب الله أنه نجح في صد الهجوم.

وفقا لقوات الدفاع الإسرائيلية «ستة على الأقل» أو سبعة أو عشرة قتلوا مقاتلو حزب الله في الاشتباكات في حين أصيب 10 جنود من الجيش الإسرائيلي اثنان منهم بإصابات خطيرة. طبقا لمصادر لبنانية واحد أو اثنين من مقاتلي حزب الله قتل جندي من الجيش اللبناني وما لا يقل عن أربعة مدنيين في الغارة.
اعترف الجيش الإسرائيلي في وقت لاحق بأن فرقة حزب الله المحاصرة في الشقة رفضت الاستسلام وأن قادة حزب الله تمكنوا من الفرار. استأنف حزب الله إطلاق الصواريخ من الموقع خلال ساعات من الغارة.